# 食と旅のフーディーズTV
FOODIES TV（フーディーズ ティーヴィ）は、IMAGICAティーヴィ（現・WOWOWプラス）が運営していたグルメ関連専門チャンネル。
スカパー!プレミアムサービス、スカパー!プレミアムサービス光、ケーブルテレビにて配信されたほか、ワールド・ハイビジョン・チャンネルが提供するBSデジタル放送：『TwellV（トゥエルビ）』やブロードキャスト・サテライト・ディズニーが提供する『Dlife（ディーライフ）』でも一部の番組が配信された。

## 概要
定番からレシピまで200以上の番組を放送。海外の料理番組なども放送してきた。
IMAGICAティーヴィの子会社、株式会社IMAGICA FTVが2016年3月31日付で事業終了（会社解散）となった事に伴い、同年4月30日をもって放送終了。1997年に「食チャンネル」として開局以来、チャンネル名や運営会社などを変更しながら放送を続けてきた本チャンネルは約19年に亘る歴史に幕を下ろした。

## 沿革
- 1997年5月1日：株式会社イマジカにより、パーフェクTV!（現・スカパー!プレミアムサービス）にて「食チャンネル」開局。
- 2002年10月1日：局名を「Foodies TV」に変更。
- 2003年3月1日：スカイパーフェクTV!110（現・スカパー!）（委託放送事業者は株式会社シーエス・ナウ）で放送開始。
- 2004年4月1日：局名を「グルメ旅★Foodies TV」に変更。
- 2005年9月30日：スカイパーフェクTV!110での放送終了。
- 2006年7月1日：IMAGICAの組織変更により、グループの持株会社である株式会社イマジカ・ロボット ホールディングス（同日株式会社イマジカホールディングより社名変更）傘下に株式会社IMAGICAティーヴィ（IMAGICA TV）設立。
- 2007年10月1日：局名を「食＆健康バラエティ★フーディーズTV」に変更。
- 2008年10月1日：局名を「食と旅のフーディーズTV」に変更。
- 2012年
  - 9月29日：スカパー!プレミアムサービスにてハイビジョン放送を開始。
  - 12月1日：スカパー!プレミアムサービス（標準画質）（Ch.281）の放送事業者がスカパー・ブロードキャスティングに変更。
- 2013年
  - 2月28日：J:COMでの放送を終了。なお、一部番組はJ:COMオンデマンドでの配信を継続。
  - 6月30日：スカパー!プレミアムサービス光にて標準画質放送を終了。翌7月1日からスカパー!プレミアムサービス光にてハイビジョン放送を開始。
  - 12月1日：局名を「FOODIES TV」に変更。
- 2014年5月31日：スカパー!プレミアムサービスにて標準画質放送を終了し、ハイビジョン放送に完全移行した。
- 2016年4月30日：この日の24時（日本標準時）をもって放送を終了した[3]。19年の歴史に幕。

## 主な番組

### オリジナル番組
- デイリー・キッチン
テレビ北海道など一部地上波局でも放送されているところがある。
- 料理の基本シリーズ
  - 料理の基本（無印）
  - ジャンル別シリーズ 料理の基本
  - 続・料理の基本 旬のおかず
  - 料理の基本 ザ・ワールド
  - 料理の基本 ふるさとの味
  - 料理の基本 ぜったい覚えたいレシピ100
- ケンタロウ×栗原心平　白金台三丁目食堂
関西テレビにも番販を行った。
2007～2008年、12回の放送。毎回、料理関係のゲストを招く。
- AKB-級グルメスタジアム
- おうちパン日記
- カフェ日和
- くわばたりえのアナタごはん
- スイーツ・レシピブック
- みうらじゅんのマイブームクッキング
北海道放送など一部地上波局でも放送されている。

### 他社制作
- 新・世界の料理ショー（カナダ放送協会）
- ためしてガッテン（NHK制作、料理をテーマにした回を中心に放送）
- どさんこクッキング 星澤幸子の奥様ここでもう一品（札幌テレビ制作）
- 水野真紀の魔法のレストラン（毎日放送制作）
- 世界ウルルン滞在記（毎日放送制作）
- 女子アナクッキング〜教えて!料理のアナとツボ〜（テレビ東京制作）
- 裸のシェフ　ジェイミーのシンプル・クッキング
- アジア食紀行
- 世界市場紀行 ワールドバザール21（BSフジ制作）
- とよた真帆のアジアグルメナビ（有限会社タイレル制作）
- アニメ 美味しんぼ（日本テレビ・シンエイ動画制作）
- アニメ クッキングパパ（朝日放送・エイケン制作）
- きょうの料理（NHK制作）
- 森崎博之のあぐり王国北海道（北海道放送制作）
- モヤモヤさまぁ〜ず2（テレビ東京制作）
- グウィネス・パルトロウのspain on the road

尚、一部のケーブルテレビ局では、番組によっては権利上などの都合により視聴できない場合がある。